# Riu de l'Estany Negre
De Riu de l'Estany Negre is een rivier in het Comapedrosamassief bij Arinsal in de Andorrese parochie La Massana. De rivier is de bovenloop van de Riu de Comapedrosa, die samenvloeit met de Riu del Pla de l'Estany en zo de Riu Pollós vormt. 

## Verloop
De Riu de l'Estany Negre ontstaat uit het bergmeertje Estany Negre (2631 m), waarnaar het is genoemd, en vervoert smeltwater van de Pic de Comapedrosa, 's lands hoogste berg. Veertig meter lager liggen aan de rivier de kleinere Basses de l'Estany Negre. Net hieronder neemt de Riu de l'Estany Negre een bocht in zuidoostelijke richting. Even ten westen van de schuilhut Cabana de Comapedrosa (2213 m) zwelt ze nogal aan door de watertoevoer van twee kleinere riviertjes; ongeveer vanaf dit punt spreekt men van de Riu de Comapedrosa. Enkele honderden meters voor dit punt wordt de Riu de l'Estany Negre gevoed door een stroompje afkomstig van een klein meer (2713 m) bij de Spaanse grens. Dit zijriviertje wordt eveneens gevoed door de Font de les Canyorques.
Aan het begin en het eind loopt het GR11-wandelpad, dat Arinsal-centrum met de Spaanse grens verbindt, langs de rivier.

## Afwatering
Riu de l'Estany Negre → Riu de Comapedrosa → Riu Pollós → Riu d'Arinsal → Valira del Nord → Valira → Segre → Ebro → Middellandse Zee

Allau del Mas · Barranc de la Font Antiga · Barranc del Carcabanyat · Barranc del Clot de les Deveses · Barranc del Llempo · Canal Carnissera · Canal de Cantallops · Canal de la Castelleta · Canal de la Costa de l'Avier · Canal de la Font · Canal de la Font de Gambada · Canal de la Font de l'Angleveta · Canal de la Font del Boix · Canal de la Font del Llop · Canal de la Llosa · Canal de l'Alt (Arinsal) · Canal de l'Alt (Sispony) · Canal de la Mata · Canal de la Peça Rodona · Canal de la Pixistella · Canal de l'Avet · Canal de la Vinya · Canal del Bosc de Coma · Canal del Coll de les Cases · Canal del Coll de Turer · Canal del Corb · Canal del Cortal Vell · Canal de les Boïgues · Canal de les Casasses · Canal de les Claperes · Canal de les Codelles · Canal de les Fijoles · Canal de les Llongues · Canal de les Obagues · Canal de les Veces · Canal de l'Isard · Canal del Jou · Canal del Lloset · Canal de l'Obaga de l'Óssa · Canal del Port · Canal del Port Vell · Canal dels Agrels · Canal dels Banys · Canal dels Boïgals · Canal dels Llomassos · Canal del Solà de les Comes · Canal dels Picons · Canal del Teixó · Canal del Terrer Roig · Canal de Maria · Canal de Palomer · Canal de Peseda · Canal de Serrats · Canal Gran (Arinsal) · Canal Gran (Escàs) · Canal Gran Callisa de Palomer · Canal Pregona (Arinsal) · Canal Pregona (Escàs) · Canals de l'Alt · Canals Males · Riu d'Arinsal · Riu de Comallemple · Riu de Comapedrosa · Riu de Font Amagada · Riu de Galliner · Riu de la Bixellosa · Riu de l'Aspra · Riu del Bancal Vedeller · Riu del Cardemeller · Riu del Cubil · Riu de les Claperes · Riu de l'Estany Negre · Riu del Pla de l'Estany · Riu del Port Dret · Riu del Prat del Bosc · Riu dels Cortals · Riu dels Hortons · Riu del Sola · Riu del Solanyó · Riu de Montmantell · Riu de Padern · Riu de Pal · Riu de Serrana · Riu Muntaner · Riu Pollós · Riu Sec · Torrent de la Cauba · Torrent del Ruïder · Torrent dels Càcols · Torrent de Ribassols · Torrent Ribal · Valira del Nord